# Devatero

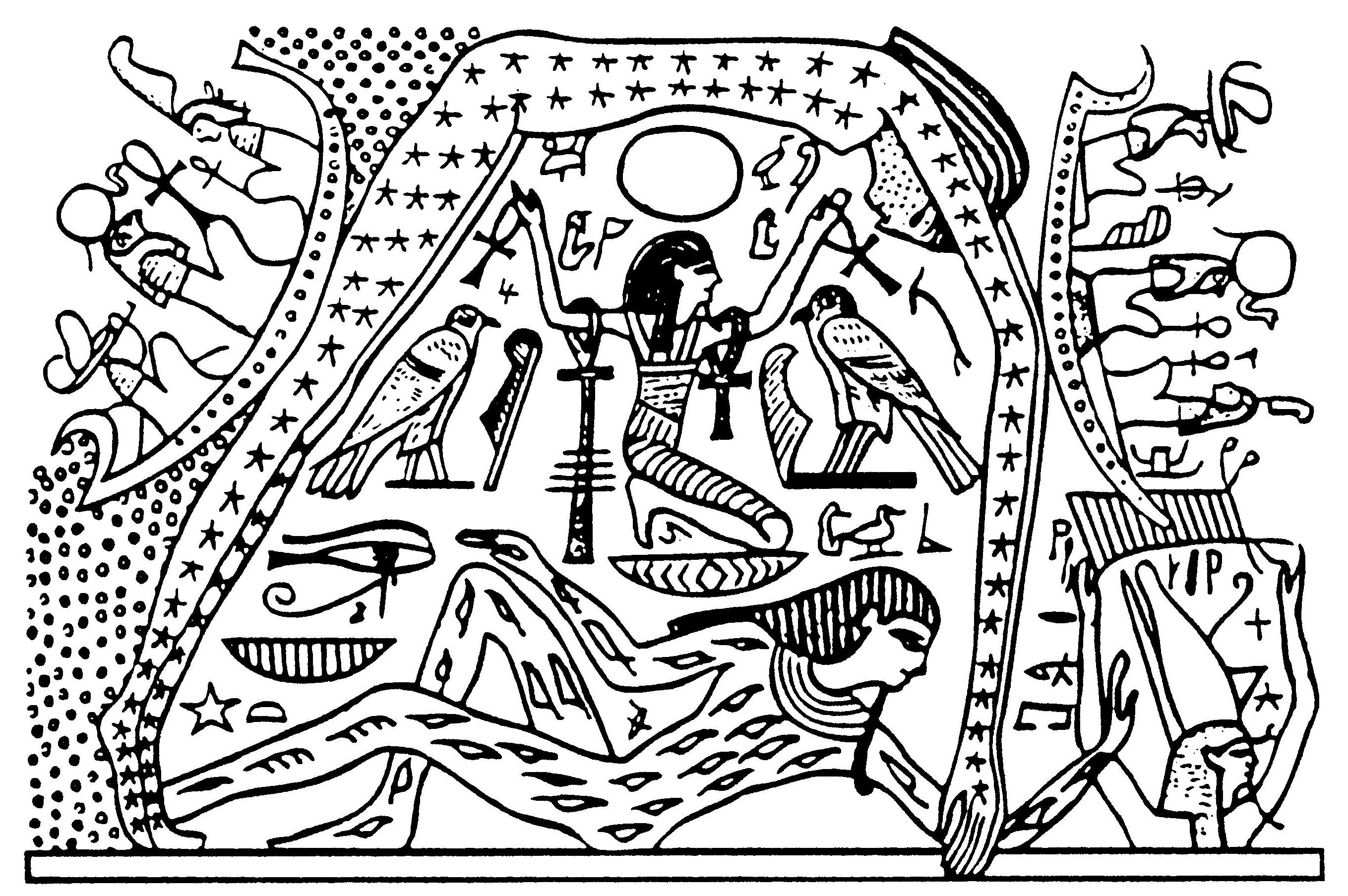
Kosmogonická koncepce Devatera: bůh Geb jako země, nad ním se klene jako nebe Nut se dvěma podobami slunečního boha Rea v bárce; nebesa drží bůh Šu

|  |

|  |

|  |

|  |

|  |

|  |

|  |

|  |

Devatero (v egyptštině pesedžet, řecky Εννεάδα – Enneada) je staroegyptský mytologicko-teologický koncept vytvořený a rozvíjený ve významném dolnoegyptském náboženském středisku Iunu. Zachycuje jednu z variant představy Egypťanů o vzniku bohů, světa a jeho uspořádání a je základním prvkem královské ideologie po celé starověké období; z tohoto důvodu ji také lze ze všech kosmogonických koncepcí považovat za patrně nejvlivnější. Přestože textově je nauka o iunském Devateru vysledovatelná teprve v Textech pyramid z doby přelomu 5. a 6. dynastie, badatelé ve shodě předpokládají, že její podstatné části jsou mnohem starší.
Číslo 9 zde má symbolický význam: počet tří vyjadřoval v egyptštině plurál, jeho znásobení sebou samým proto představuje plurál plurálů – nejúplnější počet, dokonalou úplnost. Pojem Devatero tak označuje nikoli součet určitých bohů, ale společenství bohů v jeho významové úplnosti, takže skutečný počet jeho členů mohl být rozšiřován na více než devět; v některých případech je užíván tak, jako by Devatero bylo samostatnou bohyní. V tomto smyslu byla podle vzoru z Iunu později vytvářena obdobná Devatera jako vyjádření dokonalé úplnosti i v jiných náboženských centrech: například v Mennoferu Ptahovo Devatero, ve Vesetu Amonovo o patnácti členech, v Abydu o sedmi nebo jedenácti členech. Pro odlišení od těchto druhotně vytvořených skupin bylo Devatero z Iunu někdy označováno jako Velké Devatero.

## Struktura Devatera

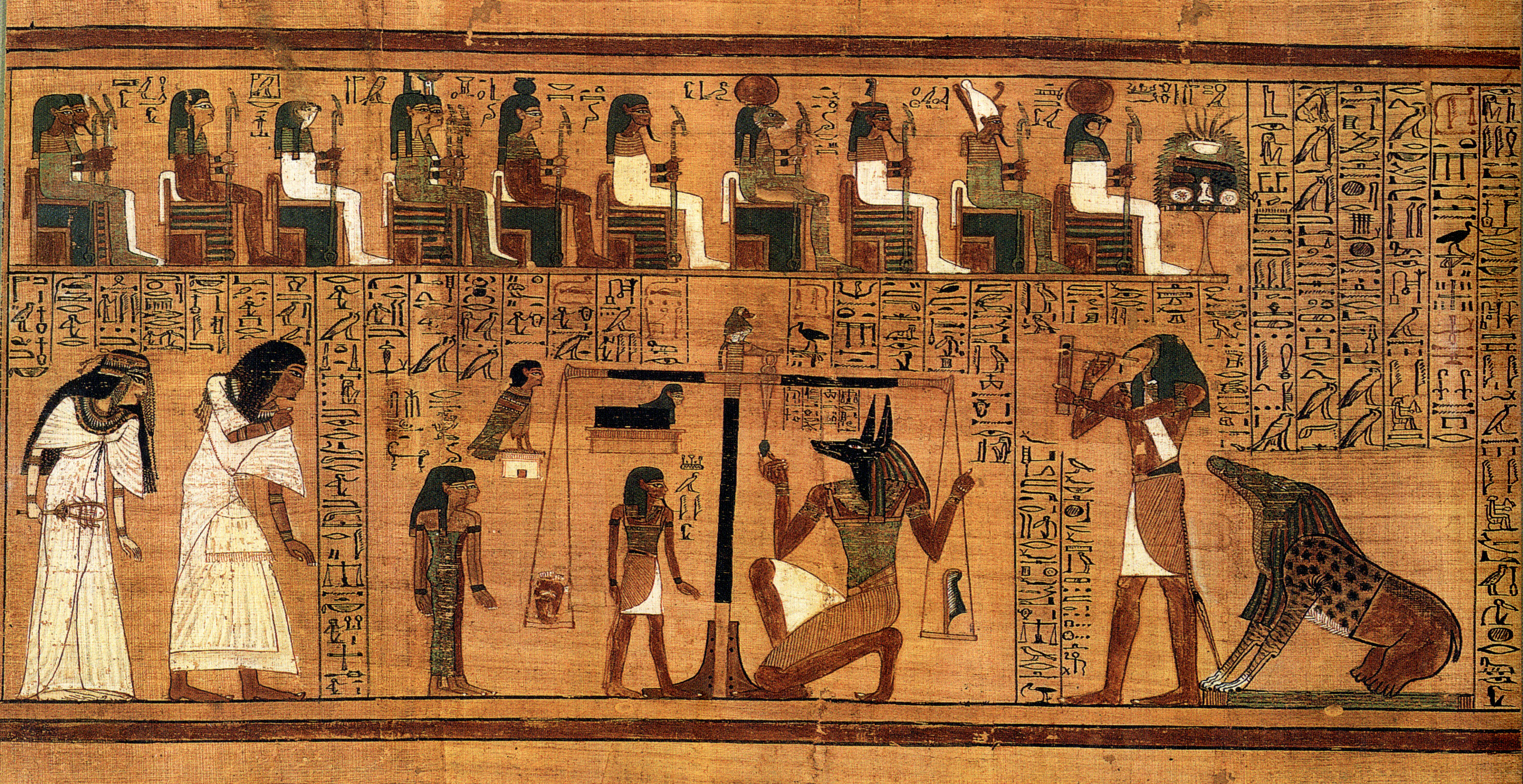
Vážení srdce je významná součást egyptské mytologie

Vlastní struktura devatera (ačkoliv použití slova struktura může být sporné) je plně odvozena od Iunské kosmologie a mýtu o vzniku světa. Podle tohoto mýtu z pravodstva Nun povstal sluneční bůh Atum, který pak sám ze sebe stvořil bohyni Tefnut a boha Šu. Ti spolu zplodili potomky boha Geba a bohyni Nut. Tato pětice bohů tvoří samotný svět, neboť Šu a Tefnut jsou bohy suchého a vlhkého vzduchu (někdy uváděno jako bůh vzduchu a bohyně ranní rosy), Geb představuje zemi a Nut nebeskou klenbu. Atum je pak Sluncem, které vše osvětluje a přináší život.
Nut a Geb spolu taktéž zplodili potomky, do jejich narození již zasáhl bůh Thovt, který však součástí devatera není. Jejich potomky byli Usírev (řecky Osiris), Sutech (řecky Set), Eset (řecky Isis) a Nebthet (řecky Nefthys). Tato čtveřice je zase úzce spjata s Usírevovským mýtem, který se tímto stává součástí mytologie devatera. Souhrn těchto bohů tedy dává číslo devět.
Krom těchto základních devíti božstev tvoří devatero ještě další bohové, konkrétně se jedná o Hora, který je synem Esety a Usíreva, dále Anup (řecky Anubis), který je synem Nebthet a Usíreva.

## Členové Devatera
- Atum – první bůh, bůh slunce, stvořitel
- Tefnut – bohyně vlhkého vzduchu, resp. ranní rosy
- Šu – bůh suchého vzduchu, resp. vzduchu
- Nut – bohyně nebe a ztělesnění nebeské klenby
- Geb – bůh země
- Usir – vládce Černé země (Kemet), později vládce říše mrtvých
- Sutech – vládce Červené země (Dešret), později bůh chaosu a hněvu
- Eset – ochranná bohyně trůnu, manželka Usíreva, matka Hora (a panovníka), později též bohyně lásky
- Nebthet – bohyně-dvojče Esety, manželka Sutechova ale zamilovaná do Usíreva (viz Anup)

### Další členové
- Re – bůh slunce, v podobě Re-Atum stanul na vrcholu devatera a později s ním Atum splynul zcela
- Hor – syn Usíreva a Esety
- Anup – syn Usíreva a Nebthety
- Synové Horovi

## Vývoj Devatera
Ačkoliv původním hlavním bohem města Iunu a tedy i nejvyšším bohem devatera byl Atum, již ve staré říši se Iunu stalo zároveň centrem kultu jiného slunečního boha, Rea. V souvislosti s tímto a také i se vzestupem jeho kultu za slunečních králů 5. dynastie, kdy se stal součástí královské titulatury frází Syn Reův, došlo i k jeho spojení s Iunskou mytologií. Došlo ke splynutí Rea a Atuma v božsto Re-Atum a později se Atum stal dokonce jenom jedním z Reových jmen.
Nejpozději během nové říše, při značném vzestupu důležitosti Amonova kultu, došlo i ke splynutí Rea s Amonem. Vznikl Amon-Re (někdy též Amonra). Teto bůh, označovaný jako král bohů, byl zároveň Reem a tudíž i stvořitelem světa podle Iunské kosmologie, a prostřednictvím Amon-Rea se jím stal i Amon.
V rámci Dolního království však byl stále jako nejvyšší představitel devatera Re a ve vlastním městě Iunu Atum ani neztratil svoji roli samostatného božstva.